# 824 (szám)
A 824 (római számmal: DCCCXXIV) egy természetes szám.

## A szám a matematikában
A tízes számrendszerbeli 824-es a kettes számrendszerben 1100111000, a nyolcas számrendszerben 1470, a tizenhatos számrendszerben 338 alakban írható fel.
A 824 páros szám, normálalakban a 8,24 · 102 szorzattal írható fel.
A 824 négyzete 678 976, köbe 559 476 224, négyzetgyöke 28,70540, köbgyöke 9,37509, reciproka 0,001213.